# دييغو دي ليون (محطة مترو أنفاق مدريد)
دييغو دي ليون (بالإسبانية: Diego de León)‏ هي محطة مترو أنفاق في مدريد في إسبانيا، تقع على الخط رقم 4,5,6.